# Hans-Wilhelm Dechert
Hans-Wilhelm Dechert (* 8. Januar 1929 in Gießen) ist ein deutscher Anglist, Sprachwissenschaftler und Hochschullehrer.

## Leben und Wirken
Nach seiner Reifeprüfung 1948 in Gießen studierte Hans-Wilhelm Dechert Anglistik, Germanistik, Philosophie und Psychologie, zunächst an der Universität Marburg (1949 bis 1950 und 1951 bis 1952), am Franklin College, Indiana (1950/51) und an der Universität Frankfurt/M. (1952 bis 1955). Die beiden Staatsexamen für den höheren Schuldienst legte er 1955 bzw. 1957 ab. Von 1957 bis 1961 war er im Schuldienst in Alsfeld tätig. Von 1961 bis 1972 arbeitete er an der Universität Gießen, zuletzt als Oberstudienrat im Hochschuldienst. 1966/67 war er Gastprofessor an der Rutgers University in New Brunswick. Nach kurzer Lehrtätigkeit als Professor an der Universität Gießen (1972) wurde Dechert 1973 Professor für Anglistik an der Universität Kassel.
Dechert beschäftigt sich in seinen Veröffentlichungen vor allem mit Psycholinguistik und Sprachlehrforschung.

## Veröffentlichungen (Auswahl)
- (Hrsg.): Team Teaching in der Schule (= Erziehung in Wissenschaft und Praxis, Bd. 17). Piper, München 1972, ISBN 3-492-01984-6.
- (mit Gabriela Appel u. Manfred Raupach): A selected bibliography of temporal variables in speech (= Tübinger Beiträge zur Linguistik, Bd. 138). Narr, Tübingen 1980, ISBN 3-87808-138-3.
- (Hrsg., mit Manfred Raupach): Towards a cross-linguistic assessment of speech production (= Kasseler Arbeiten zur Sprache und Literatur, Bd. 7). Lang, Frankfurt/M. 1980, ISBN 3-8204-6003-9.
- (Mithrsg.): Second language productions (= Tübinger Beiträge zur Linguistik, Bd. 240). Narr, Tübingen 1984, ISBN 3-87808-257-6.
- (mit Monika Brüggemeier & Dietmar Fütterer): Transfer and interference in language. A selected bibliography (= Amsterdam studies in the theory and history of linguistic science. Ser. 5, Bd. 14). Benjamins, Amsterdam 1984, ISBN 90-272-3735-2.
- (mit Manfred Raupach): Psycholinguistic models of production. Ablex Publishing Corporation, Norwood, NJ 1987, ISBN 0-89391-211-5.
- (Hrsg., mit Manfred Raupach): Transfer in language production. Ablex Publishing Corporation, Norwood, NJ 1989, ISBN 0-89391-399-5.
- (Hrsg.): Interlingual processes (= Language in performance, Bd. 1). Narr, Tübingen 1989, ISBN 3-8233-4070-0.
- (Hrsg.): Current trends in European second language acquisition research (= Multilingual matters, Bd. 51). Multilingual Matters, Clevedon 1990, ISBN 1-85359-023-1.
- (Hrsg., mit Gabriela Appel): A case for psycholinguistic cases. Benjamins, Amsterdam 1991, ISBN 90-272-2084-0.

Festschrift
- Guillermo Bartel (Hrsg.): The dynamics of language processes. Essays in honor of Hans W. Dechert (= Tübinger Beiträge zur Linguistik, Bd. 400). Narr, Tübingen 1994, ISBN 3-8233-5065-X.